# Prostituzione in Afghanistan
In Afghanistan la prostituzione è ufficialmente illegale, con pene detentive per i trasgressori che vanno dai 5 ai 15 anni di detenzione.
Pur essendo uno dei paesi più profondamente islamisti al mondo, in cui pertanto il sesso al di fuori del matrimonio viene severamente proibito, una certa attività di prostitute è stata a più riprese segnalata nella capitale Kabul e a Mazar-i Sharif nella zona più a nord del paese: generalmente si tratta di vittime della tratta delle giovani donne, in parte anche esportate in Pakistan, Iran ed Emirati Arabi Uniti per sfruttamento sessuale e/o matrimoni forzosi.
 Dal rapporto stilato nel 2010 sul traffico di esseri umani anche donne provenienti dal Tagikistan, dalla Repubblica popolare cinese e dall'Uganda vengono portate in Afghanistan per esser introdotte nel mercato sotterraneo della prostituzione.
 Secondo il dipartimento del ministero dell'interno afghano che si occupa di crimini sessuali negli anni 2007-08 sono stati mediamente effettuati 2-3 arresti settimanali di prostitute.
La prostituzione esisteva di fatto anche sotto il precedente regime dei Talebani, i quali interpretavano ufficialmente con estremo rigore la legge islamica della Shari'a: durante il loro governo la tratta delle donne a fini di prostituzione ha prosperato: le prostitute per lo più lavoravano in casa al riparo da occhi indiscreti.

## Conseguenze legali
Come detto la pratica della prostituzione risulta essere illegale, con condanne per i colpevoli di lunghe pene detentive e punizioni corporali giudiziarie; se una prostituta è sposata viene considerata adultera in base al codice penale e soggetta ad esecuzione capitale in quanto crimine che prevede la pena di morte. Se scoperte, durante gli anni dell'oppressione talebana, le prostitute rischiavano l'esecuzione pubblica immediata da parte dei fondamentalisti islamici.

### Rischi extra-giudiziari
Nel 2008 due donne afghane vengono accusate di gestire una casa di tolleranza; sono state a seguito di ciò assassinate da un reparto talebano nella provincia di Ghazni, anche se secondo le autorità locali e l'esercito statunitense presente nella zona le due donne erano innocenti. Nel 2010 altre due donne afghane sono state accusate di prostituzione e quindi uccise.

## Ragioni e motivi della prostituzione
Le cause della prostituzione in Afghanistan sono determinate principalmente dalle difficilissime condizioni di vita esistenti. Il divieto tassativo per le donne di lavorare imposto sotto i Talebani costringeva di regola alcune di loro, al fine di guadagnarsi da vivere (se prive di un qualsiasi sostegno maschile) a prostituirsi, con tutti i rischi che ne conseguono.
 Oltre alle donne anche un numero considerevole di adolescenti e bambini di strada abbandonati o orfani sono costretti ad entrare nel mercato della prostituzione per poter sopravvivere; vi sono casi in cui le stesse famiglie d'origine hanno venduto i propri figli in cambio di favori e regali.
Una relazione dell'università canadese di Manitoba suggeriva nel 2007 che vi potessero essere fino ad un migliaio di prostitute a Kabul. Secondo le tradizioni afghane la vergogna causata dalla prostituzione è così intensa che a volte coloro che sono coinvolti in tali attività vengono senza pietà assassinati da estremisti religiosi o, in alcuni casi, da parte degli stessi membri della famiglia.

## Case di tolleranza
Gestiti per lo più da stranieri che prosperano all'interno del mondo del crimine organizzato, esistono veri e propri bordelli in diverse città del paese, i quali rimangono aperti e in attività grazie alle cospicue tangenti versate ai vari funzionari di polizia. Kabul ha vissuto un aumento esponenziale di case di tolleranza gestite da cinesi (e nascoste dietro la dicitura "ristorante cinese") nei primi 4 anni successivi alla caduta del regime talebano: si rivolgono generalmente ad una clientela locale, mentre gli stranieri non vengono di norma ammessi.

## Mut'a'
Vi sono anche notizie su casi recenti di Mut'a, ossia un contratto matrimoniale temporaneo, che comincia ad essere praticato nelle zone più a Nord dello stato: è un istituto praticato soprattutto tra la maggioranza sciita nel vicino Iran, ma che viene in genere respinto dalla maggioranza sunnita nel resto del mondo musulmano.

## Bacha Bazi
È severamente proibito dalla cultura afghana che le donne possano danzare di fronte ad un pubblico maschile; al loro posto vengono invece utilizzati giovanissimi appena adolescenti, i cosiddetti Bacha bereesh (in persiano significa "ragazzi ancora imberbi"). Questi ballano e cantano, a volte travestiti in abiti femminili, per intrattenere uomini adulti durante le feste private, soprattutto nel Nord del paese. La tradizione del Bacha Bazi (letteralmente "giocare con i bambini") viene praticata da molti tra i signori della guerra della regione, uomini molto ricchi e potenti che poi finiscono con lo sfruttare sessualmente i ragazzini al loro servizio.